# الجماسين الشرقي
الجماسين الشرقي قرية فلسطينيّة مهجّرة في قضاء يافا. هُجرّت في تاريخ 01\04\1948.

## القرية قبل عام 1948
تقع القرية على بعد 5 كم عن شاطئ البحر في السهل الساحلي الأوسط وتتاخمها المستنقعات. بلغ عدد سكان القرية في أواخر عهد الانتداب 730 نسمة فقط.كان سكان الجماسين الشرقي كلهم من المسلمين وأصلهم بدو هاجروا من غور الأردن. يُرجّح أنّهم وصلوا إلى المنطقة المجاورة لموقع القرية في القرن السادس عشر. وأدرجت سجلات الضرائب العثمانية في سنة 1596 (جماسين \ مزرعة خشنة) باعتبارها قبيلة في ناحية بني صعب (لواء نابلس). كان أفرادها يؤدون الضرائب على الماعز وخلايا النحل. ويبدو، نظرًا لعدم ذكر الضرائب على الغلال، أنّ سكان هذه «المزرعة» كانوا مختصين برعي المواشي قصير المدى. استقرّ سكان الجماسين كانوا في المنطقة في القرن الثامن عشر. كان مسكنهم المميز، المعروف بـ«الخوص»، عبارة عن كوخ مخروطي أو هرمي الشكل مصنوع من جذوع الشجر وأغصانها وكانت بعض منازل القرية مبنية بالطوب. كان أبناء الجماسين الشرقي يؤمون مدرسة قرية الشيخ مونس. وكانت تربية الجواميس مورد الرزق الأساسي لسكان القرية إذ كانوا يبيعون لحمها وحليبها في يافا ويستخدمونها في جر العربات وسواها. وكانوا يعنون أيضا، فضلا عن تربية الحيوانات، بزراعة الحمضيات والحبوب ومحاصيل أخرى. في 1944\1945 كان ما مجموعه 53 دونمًا مخصصًا للحمضيات والموز و 40 دونمًا للحبوب و193 دونمًا مرويًا أو مستخدمًا للبساتين. عمل بعض سكان القرية كذلك في بساتين الحمضيات خارج القرية، لا سيما في البساتين التي يملكها الألمان في سارونا.

## احتلال القرية
من المرجح أن تكون الجماسين الشرقي وقعت في قبضة القوات الصهيونية قبيل الانتداب البريطاني في 15 أيار\ مايو 1948. إذ كانت هذه القوات تسيطر في تلك الآونة على كامل المنطقة الساحلية بين حيفا وتل أبيب. احتلت القرية بواسطة قوّات الهجناه والإرجون. هُجّر سكانّها لبعض القرى المجاورة أو للدول العربية. هُجر من القرية ما يقارب 1253 شخص.

## القرية اليوم
طغى تمدد البناء في تل أبيب على الموقع كله إلّا بضع رقاع يتناثر فيها الحطام والركام. وتنبت فيها أشجار السرو والتين وشوك المسيح ونبات الخروع. ولا تزال بضعة منازل عربية قائمة دمجت في شبكة شوارع تل أبيب إلى جانب الأبنية السكنية والتجارية اليهودية الجديدة.
لم تُبنى مستعمرات إسرائيلية على أراضي القرية لكن البناء في تل أبيب المجاورة امتد وطغى على الموقع.